# Lomax Township (comté de Henderson, Illinois)
Lomax Township est un township du comté de Henderson dans l'Illinois, aux États-Unis,. 